# Deng Chao

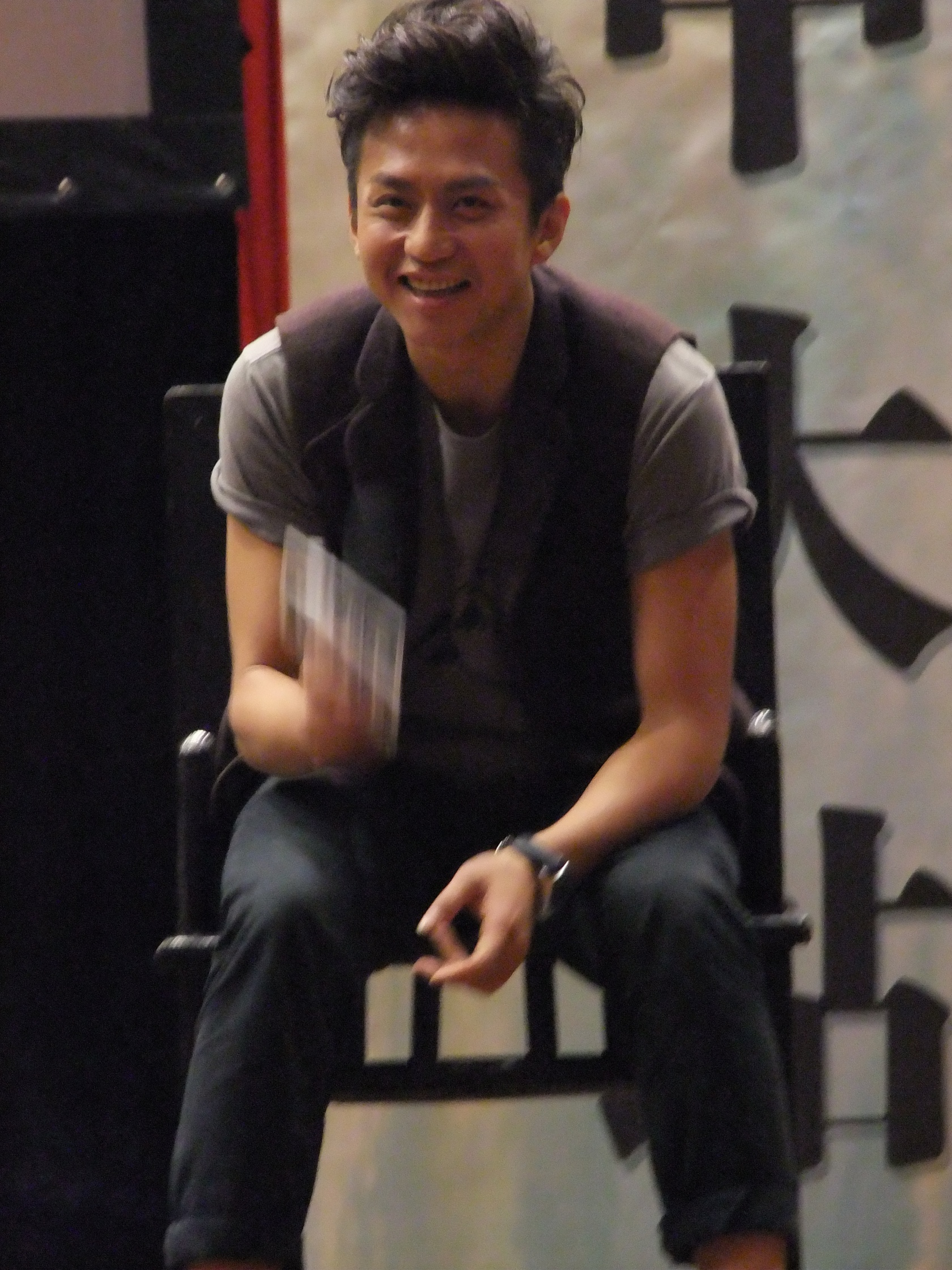
Deng Chao, 2011

Deng Chao (chinesisch 鄧超 / 邓超, Pinyin Dèng Chāo, Jyutping Dang6 Ciu1, kantonesisch Tang Chiu; * 8. Februar 1979 in Nanchang, Jiangxi) ist ein chinesischer Schauspieler, Komiker und Sänger. Bekannt wurde er durch die Realityshow Keep Running. Seine neueren Filme wie The Breakup Guru (2014), The Mermaid (2016) und Duckweed (2017) gehören in China zu den erfolgreichsten Filmen aller Zeiten. 2017 wurde Deng bei den Golden Rooster Awards als bester Schauspieler für seine Rolle in The Dead End (2015) ausgezeichnet.

## Karriere
Deng ist hauptsächlich als Schauspieler tätig, oft in Komödien. Als Sänger trat er hauptsächlich in den Soundtracks seiner Filme in Erscheinung.

### Anfänge
Deng studierte an der Central Academy of Drama in Peking und erregte während dieser Zeit durch Theaterauftritte in Cui Hua, Serve Suancai und  Please Aufmerksamkeit. Nach dem Abschluss des Studiums wandte er sich einer Filmkarriere zu. 2003 machten ihn seine Rolle in der historischen Fernsehserie The Young Emperor sowie in Gao Xixis Happiness as Flowers bekannt.

### Wachsende Bekanntheit
2007 erhielt Deng eine Rolle in Feng Xiaogangs Kriegsfilm Heroes of War – Assembly, der sowohl bei Kritikern als auch beim Publikum positiv aufgenommen wurde. Deng gewann für diese Rolle bei den Hundred Flowers Awards in der Kategorie Bester Nebendarsteller, was den Beginn seiner erfolgreichen Kinokarriere markierte. 2008 spielte er in Cao Baopings The Equation of Love and Death mit und wurde dafür bei den Golden Phoenix Awards ausgezeichnet.
Im Jahr 2010 hatte er eine Rolle in Tsui Harks Detective Dee und das Geheimnis der Phantomflammen, wofür er bei den Hong Kong Film Awards als bester Nebendarsteller nominiert wurde. 2011 folgte der Fantasyfilm Mural, unter der Regie von Gordon Chan. Zwischen 2012 und 2014 spielte er in der The-Four-Trilogie, die auf der Romanreihe Si Da Ming Bu von Woon Swee Oan beruht.

### Regiearbeit undKeep Running
2013 war Deng in Peter Chans American Dreams in China zu sehen. Der Film war ein Kassenerfolg und erhielt gute Kritiken. Die Taipei Times nannte den Film „gut gemachte Unterhaltung über die zunehmende Macht Chinas“ und lobte Deng für seine Darstellung eines „Idealisten mit einem besiegten Ego“.
Mit der romantischen Komödie The Breakup Guru lieferte Deng 2014 in Zusammenarbeit mit Yu Baimei sein Regiedebüt, mit Yang Mi und sich selbst in den Hauptrollen. Am Startwochenende nahm der Film 180 Mio. Yuan ein und auch die Kritiken waren positiv. Im selben Jahr wurde Deng Teil der Realityshow Keep Running, einem Remake der südkoreanischen Sendung Running Man. Die Sendung erfreute sich großer Popularität und machte Deng Chao im ganzen Land bekannt. 2014 wurde Deng zum wirtschaftlich wertvollsten chinesischen Schauspieler gewählt.
Die nächste Kinorolle hatte Deng im Kriminalfilm The Dead End von Cao Baoping, an der Seite von Duan Yihong. Zusammen mit diesem und Guo Tao teilte er sich beim 18. Shanghai International Film Festival die Auszeichnung als bester Schauspieler, und gewann die Kategorie bei den Golden Rooster Awards 2017 alleine. Wieder zusammen mit Yu Baimei brachte Deng 2015 seine nächste Komödie Devil and Angel in die Kinos, die jedoch im Gegensatz zum Vorgänger negative Kritiken einstecken musste und zum enttäuschendsten Film des Jahres gekürt wurde.

### Erfolge seit 2016
2016 begann Deng mit der Hauptrolle in Stephen Chows The Mermaid. Der Film war zur Zeit seiner Veröffentlichung der finanziell erfolgreichste chinesische Film aller Zeiten. Auch sein nächster Film I Belonged to You war sehr erfolgreich. Durch diese Erfolge konnte er sich 2016 auf der von CBN Weekly erstellten Liste der wirtschaftlich wertvollsten chinesischen Stars auf Platz 3 positionieren und wurde als finanziell erfolgreichster chinesischer Kinoschauspieler geführt.
Im Jahr 2017 spielte Deng in Han Hans Komödie Duckweed, die bei Publikum und Kritik ein großer Erfolg wurde. Es folgte eine Rolle in The Liquidator von Xu Jizhou.
In Zhang Yimous Shadow wird Deng die Hauptrolle übernehmen.

## Leben
Deng ist seit 2010 mit der Schauspielerin Sun Li verheiratet, mit der er zwei Kinder hat.

## Filmografie (Auswahl)

### Film
- 2003: When Love Loses Its Memory (当爱情失去记忆)
- 2007: Heroes of War – Assembly (集结号)
- 2008: The Equation of Love and Death (李米的猜想)
- 2008: Fit Lover (爱情呼叫转移2)
- 2009: The Founding of a Republic (建国大业) – Cameoauftritt
- 2010: Detective Dee und das Geheimnis der Phantomflammen (狄仁杰与通天帝国)
- 2011: Perfect Baby (巴黎宝贝)
- 2011: The Founding of a Party (建党伟业)
- 2011: Mural (画壁)
- 2012: The Four (四大名捕)
- 2013: American Dreams in China (中国合伙人)
- 2013: The Four II (四大名捕2)
- 2014: The Breakup Guru (分手大师) – auch Regisseur und Produzent
- 2014: The Four III (四大名捕3)
- 2015: Jian Bing Man (煎饼侠) – Cameoauftritt
- 2015: The Dead End 烈日灼心
- 2015: The Hundred Regiments Offensive (百年大战) – Cameoauftritt
- 2015: Devil and Angel (恶棍天使) – auch Regisseur und Produzent
- 2016: The Mermaid (美人鱼)
- 2016: I Belonged to You (从你的全世界路过)
- 2017: Duckweed (乘风破浪)
- 2017: The Liquidator (缉凶者)

### Fernsehen
- 2001: The Joy of Spring (换了青春)
- 2003: The Following Is the Fertile Soil of Sand (黄沙下面是沃土)
- 2003: The Young Emperor (少年天子)
- 2004: Beijing Holiday (北京假日)
- 2004: Die Zhan Zhi Te Shu Jiao Liang (谍战之特殊较量)
- 2005: The Royal Swordsmen (天下第一)
- 2005: Happiness as Flowers (幸福像花儿一样)
- 2005: Young Kangxi (少年康熙)
- 2005: Ming Mei Feng Yun (明末风云)
- 2005: Feng Liu Cai Zi Fan Zhuan Tian (风流才子翻转天)
- 2006: Ai Le San Le (爱了散了)
- 2006: Young Justice Bao III (少年包青天3)
- 2006: New Stars in the Night (新昨夜星辰)
- 2007: Silent Tears (女人不哭)
- 2008: Romantic West St. (浪漫的西街)
- 2008: Tian Mi Mi (甜蜜蜜)
- 2008: Rich Man Poor Love (钻石王老五的艰难爱情)
- 2009: Human Love (人间情缘)
- 2009: Medic (军医)
- 2009: The Heavenly Sword and Dragon Saber (倚天屠龙记)
- 2010: You’re My Brother (你是我兄弟)
- 2011: Yan An Ai Qing (延安爱情)
- 2014: Ten Years of Love (相爱十年)
- 2014–: Keep Running (奔跑吧兄弟) – Realityshow

## Auszeichnungen (Auswahl)
| Jahr | Auszeichnung/Anlass                  | Kategorie                      | Werk                                               | Ergebnis  |
| ---- | ------------------------------------ | ------------------------------ | -------------------------------------------------- | --------- |
| 2008 | Hundred Flowers Awards               | Bester Nebendarsteller         | Heroes of War – Assembly                           | Gewonnen  |
| 2009 | Golden Rooster Awards                | Bester Nebendarsteller         | Heroes of War – Assembly                           | Nominiert |
| 2009 | Golden Phoenix Awards                | Männlicher Filmschauspieler    | Heroes of War – Assembly                           | Gewonnen  |
| 2011 | Hong Kong Film Awards                | Bester Nebendarsteller         | Detective Dee und das Geheimnis der Phantomflammen | Nominiert |
| 2015 | Shanghai International Film Festival | Bester Schauspieler (ex aequo) | The Dead End                                       | Gewonnen  |
| 2015 | Golden Horse Film Awards             | Bester Schauspieler            | The Dead End                                       | Nominiert |
| 2016 | China Film Directors’ Guild Awards   | Bester Schauspieler            | The Dead End                                       | Nominiert |
| 2016 | Hundred Flowers Awards               | Bester Schauspieler            | The Dead End                                       | Nominiert |
| 2017 | Golden Rooster Awards                | Bester Schauspieler            | The Dead End                                       | Gewonnen  |

## Belege
1. ↑  鄧超 ♂ Deng Chao, Tang Chiu. In: hkmdb.com. Hong Kong Movie Database, abgerufen am 27. Januar 2021 (chinesisch, englisch).
2. ↑  Deng Chao 邓超. In: chinesemov.com. Chinese Movies, abgerufen am 27. Januar 2021 (englisch).
3. ↑  All his world’s a stage. In: China.org.cn. 7. Juli 2016, abgerufen am 3. November 2017 (englisch, Ursprungsquelle China Daily).
4. 1 2  Feng Xiaogang’s “The Assembly” wins biennial Chinese audience film awards. In: news.xinhuanet.com. Xinhua News Agency, 13. September 2008, archiviert vom Original am 3. Mai 2016; abgerufen am 5. November 2017 (englisch).
5. ↑  In the Name of Love. In: english.cri.cn. China Radio International, 18. September 2008, archiviert vom Original am 15. Juli 2018; abgerufen am 3. November 2017 (englisch).
6. 1 2  邓超获颁金凤凰奖 感言享受表演热爱电影. In: ent.sina.com.cn. Sina Corporation, 7. August 2009, abgerufen am 3. November 2017 (chinesisch).
7. ↑  Tingting Xie (Web Editor): ‘Sick’ Detective Deng Smells out Clue. In: english.cri.cn. China Radio International, 23. Juli 2009, archiviert vom Original am 16. August 2017; abgerufen am 3. November 2017 (englisch).
8. 1 2  Detective Dee leads Hong Kong Film Awards. In: usa.chinadaily.com.cn. China Radio International, 23. Juli 2009, abgerufen am 3. November 2017 (englisch).
9. ↑  Tingting Xie (Web Editor): Fantasy Film ‘Mural’ Sets Release Date. In: english.cri.cn. China Radio International, 6. Juli 2011, archiviert vom Original am 9. November 2019; abgerufen am 3. November 2017 (englisch).
10. ↑  Sun (Web Editor): Cast Members Promote Wuxia Drama “The Four”. In: english.cri.cn. China Radio International, 25. Februar 2012, archiviert vom Original am 16. Juli 2018; abgerufen am 3. November 2017 (englisch).
11. ↑  Terence Hsieh: Dream comes true. In: europe.chinadaily.com.cn. China Daily, 18. Oktober 2012, abgerufen am 3. November 2017 (englisch).
12. ↑  Terence Hsieh: Chasing their dreams. In: africa.chinadaily.com.cn. China Daily, 18. Oktober 2013, abgerufen am 3. November 2017 (englisch).
13. ↑  Ho Yi (Staff reporter): Movie review: American Dreams in China. In: www.taipeitimes.com. Taipei Times, 2. August 2013, abgerufen am 3. November 2017 (englisch).
14. ↑  Deng Chao prepares directorial debut. In: www.chinadaily.com.cn. China Daily, 23. Dezember 2013, archiviert vom Original am 1. Juni 2020; abgerufen am 3. November 2017 (englisch).
15. ↑  Tingting Xie (Web Editor): Deng Chao’s Directorial Debut Opens Big. In: english.cri.cn. China Radio International, 22. Juli 2014, archiviert vom Original am 22. April 2019; abgerufen am 3. November 2017 (englisch).
16. ↑  Zhejiang Satellite TV to Reproduce “Running Man”. In: english.cri.cn. China Radio International, 10. Juli 2014, archiviert vom Original am 28. November 2019; abgerufen am 3. November 2017 (englisch).
17. ↑  streamside: “Running Man” Remake “Hurry Up, Brother” Is a Huge Hit in China. In: www.soompi.com. Soompi, 1. Dezember 2015, archiviert vom Original (nicht mehr online verfügbar) am 19. März 2017; abgerufen am 3. November 2017 (englisch).  Info: Der Archivlink wurde automatisch eingesetzt und noch nicht geprüft. Bitte prüfe Original- und Archivlink gemäß Anleitung und entferne dann diesen Hinweis.
18. ↑  Heidi Hsia: Deng Chao, Wang Luodan: 2014’s Most Valuable Chinese Stars. In: sg.news.yahoo.com. Yahoo News, abgerufen am 3. November 2017 (englisch).
19. 1 2  The Dead End. In: www.szdaily.com. Shenzhen Daily, 4. September 2015, abgerufen am 3. November 2017 (englisch).
20. 1 2  Highlights of 31st Golden Rooster Awards in Hohhot. In: www.globaltimes.cn. Global Times, 17. September 2017, archiviert vom Original (nicht mehr online verfügbar) am 30. Juni 2018; abgerufen am 3. November 2017 (englisch, Ursprungsquelle Xinhua).  Info: Der Archivlink wurde automatisch eingesetzt und noch nicht geprüft. Bitte prüfe Original- und Archivlink gemäß Anleitung und entferne dann diesen Hinweis.
21. ↑  Growing domestic comedies set to boost festive scene. In: www.china.org.cn. 26. Januar 2016, abgerufen am 3. November 2017 (englisch, Ursprungsquelle Xinhua).
22. ↑  ‘Devil and Angel’ biggest winner at China’s version of the Razzie Awards. In: english.sina.com. Sina Corporation, 22. März 2016, abgerufen am 3. November 2017 (englisch, Ursprungsquelle Global Times).
23. ↑  Rui Zhang: Stephen Chow comes back with ‘The Mermaid’. In: www.china.org.cn. 10. Oktober 2015, abgerufen am 3. November 2017 (englisch).
24. ↑  Heidi Hsia: Stephen Chow: Deng Chao is perfect for “The Mermaid”. In: sg.news.yahoo.com. Yahoo News, 3. Februar 2016, abgerufen am 3. November 2017 (englisch).
25. ↑  Rui Zhang: ‘Mermaid’ takes crown of highest grossing Chinese film. In: www.china.org.cn. 19. Februar 2016, abgerufen am 3. November 2017 (englisch).
26. ↑  Fan Xu: ‘I Belonged to You’ faces competition from Guo offering. In: www.chinadaily.com.cn. 5. Juli 2016, abgerufen am 3. November 2017 (englisch).
27. ↑  《从你的全世界路过》破8亿引领国产爱情片新方向-新华网. In: www.xinhuanet.com. Xinhua, 26. Oktober 2016, archiviert vom Original (nicht mehr online verfügbar) am 17. Juni 2018; abgerufen am 3. November 2017 (chinesisch).  Info: Der Archivlink wurde automatisch eingesetzt und noch nicht geprüft. Bitte prüfe Original- und Archivlink gemäß Anleitung und entferne dann diesen Hinweis.
28. ↑  Top 10 Chinese celebrities with most commercial value. In: www.chinadaily.com.cn. China Daily, 12. Dezember 2016, archiviert vom Original am 1. Juni 2020; abgerufen am 3. November 2017 (englisch).
29. ↑  Fan Xu: Computer picks latest China film award winners. In: europe.chinadaily.com.cn. China Daily, 16. Januar 2017, abgerufen am 3. November 2017 (englisch).
30. ↑  Peter Martin: Chinese ‘Duckweed’ Features Eddie Peng, Deng Chao in New Trailer. In: screenanarchy.com. Screen Anarchy, 20. Juni 2016, abgerufen am 27. Januar 2021 (englisch).
31. ↑  Patrick Brzeski: China Box Office: ‘xXx: Return of Xander Cage’ Opens to Massive $61.9M. In: www.hollywoodreporter.com. The Hollywood Reporter, abgerufen am 3. November 2017 (englisch).
32. ↑  Maggie Lee: Film Review: ‘Duckweed’. In: variety.com. Variety, abgerufen am 3. November 2017 (englisch).
33. ↑  Rui Zhang: Henry Lee lends support to ‘Evil Minds’ film. In: china.org.cn. 27. Februar 2017, abgerufen am 3. November 2017 (englisch).
34. ↑  Zhang Yimou starts new film project. In: usa.chinadaily.com.cn. China Daily, 22. März 2017, abgerufen am 3. November 2017 (englisch).
35. ↑  Ruiqi Wang: Sun Li and Deng Chao hold party for their daughter. In: english.sina.com. Sina Corporation, 21. August 2014, abgerufen am 3. November 2017.
36. ↑  2009 Golden Rooster Awards. In: chinesemov.com. Chinese Movies, abgerufen am 3. November 2017 (englisch).
37. ↑  第52屆 台北金馬影展 – The 52th. Taipei Golden Horse Film Festival (2015). Abgerufen am 3. November 2017 (chinesisch (Taiwan)).
38. ↑  2016 China Film Directors’ Guild Awards. In: chinesemov.com. Chinese Movies, abgerufen am 3. November 2017 (englisch).
39. ↑  Nominees of 33rd Hundred Flowers Award announced. In: www.china.org.cn. Abgerufen am 3. November 2017 (englisch, Ursprungsquelle China Daily).

| Personendaten    | Personendaten                                                                                                   |
| ---------------- | --- |
| NAME             | Deng, Chao |
| ALTERNATIVNAMEN  | Tang, Chiu (kantonesisch); Dang, Ciu (Jyutping); 鄧超 (chinesisch, Langzeichen); 邓超 (chinesisch, Kurzzeichen) |
| KURZBESCHREIBUNG | chinesischer Schauspieler, Komiker und Sänger                                                                   |
| GEBURTSDATUM     | 8. Februar 1979                                                                                                 |
| GEBURTSORT       | Nanchang, Jiangxi                                                                                               |